# 北サルカール

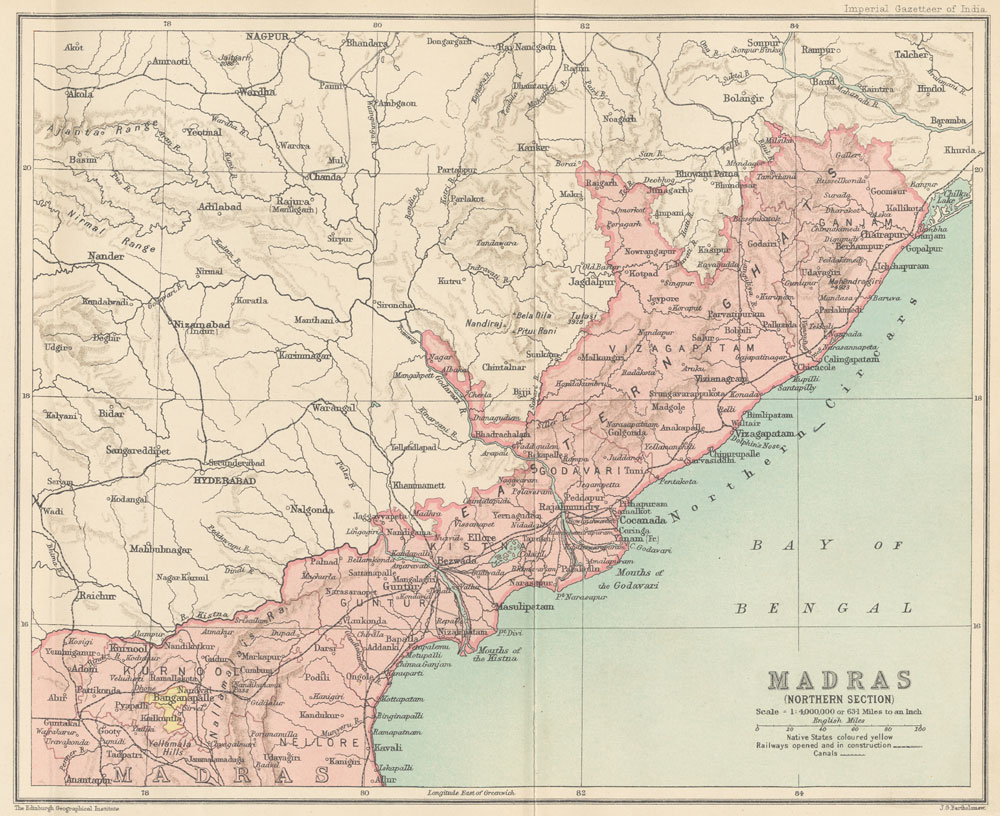
北サルカールに相当する地域

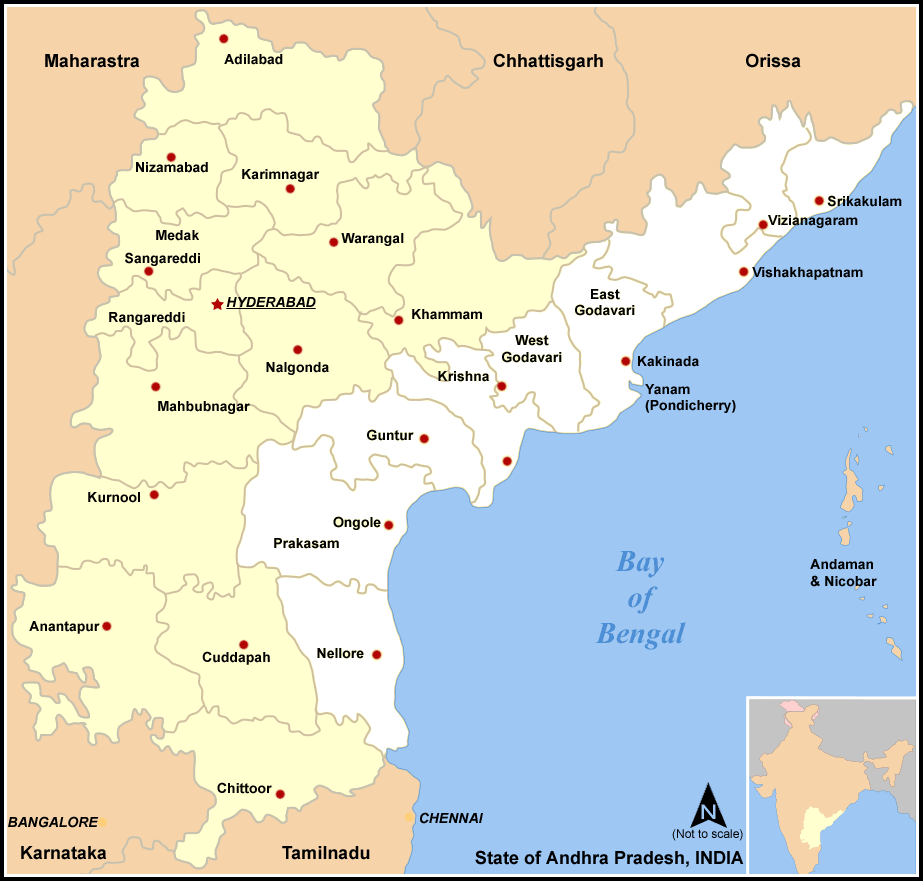
アーンドラ地方における北サルカール（海岸部の諸県）

北サルカール（英語：Northern Sarkars）は、現在のアーンドラ・プラデーシュ州のクリシュナ県、東ゴーダーヴァリ県、ヴィジャヤナガラム県、西ゴーダーヴァリ県、グントゥール県、ヴィシャーカパトナム県、プラカーシャム県、シュリーカークラム県およびオリッサ州のガンジャム県、ガジャパティ県に相当する、ベンガル湾沿いの地域のことを指す歴史的用語である。英語読みでは、北シルカルあるいは北サーカーズ（Northern Circars）となる。
また、北サルカールはかつて、ラージャムンドリー、グントゥール、コンダパッリ、エールール、チカコールの5郡に分けられていたため、北サルカール5郡とも呼ばれる。

## 歴史
1471年、デカンのバフマニー朝が北サルカールを占領し、その分裂後はゴールコンダ王国の支配下となった。
1687年、ムガル帝国のアウラングゼーブにゴールコンダ王国が滅ぼされると、北サルカールも併合された。
1724年、ムガル帝国からニザーム王国が独立すると、北サルカールはその領土となった。
1753年11月23日、サラーバト・ジャングはフランス軍の駐留費として、フランスとアウランガーバード条約を結び、北サルカールを割譲した。
1765年8月16日、イギリスの官吏ロバート・クライヴはアラーハーバード条約により、ムガル帝国の皇帝シャー・アーラム2世から北サルカール地域の徴税権を獲得した。
これにより、1766年3月以降にイギリスはフランスの北サルカールを侵略し、同年11月12日にニザームから北サルカール5郡を正式に割譲された。
19世紀、北サルカールはマドラス管区の一部を形成するところとなり、1947年までその支配下に置かれた。